# Royal Varuna Yacht Club

Bandera del Royal Varuna Yacht Club

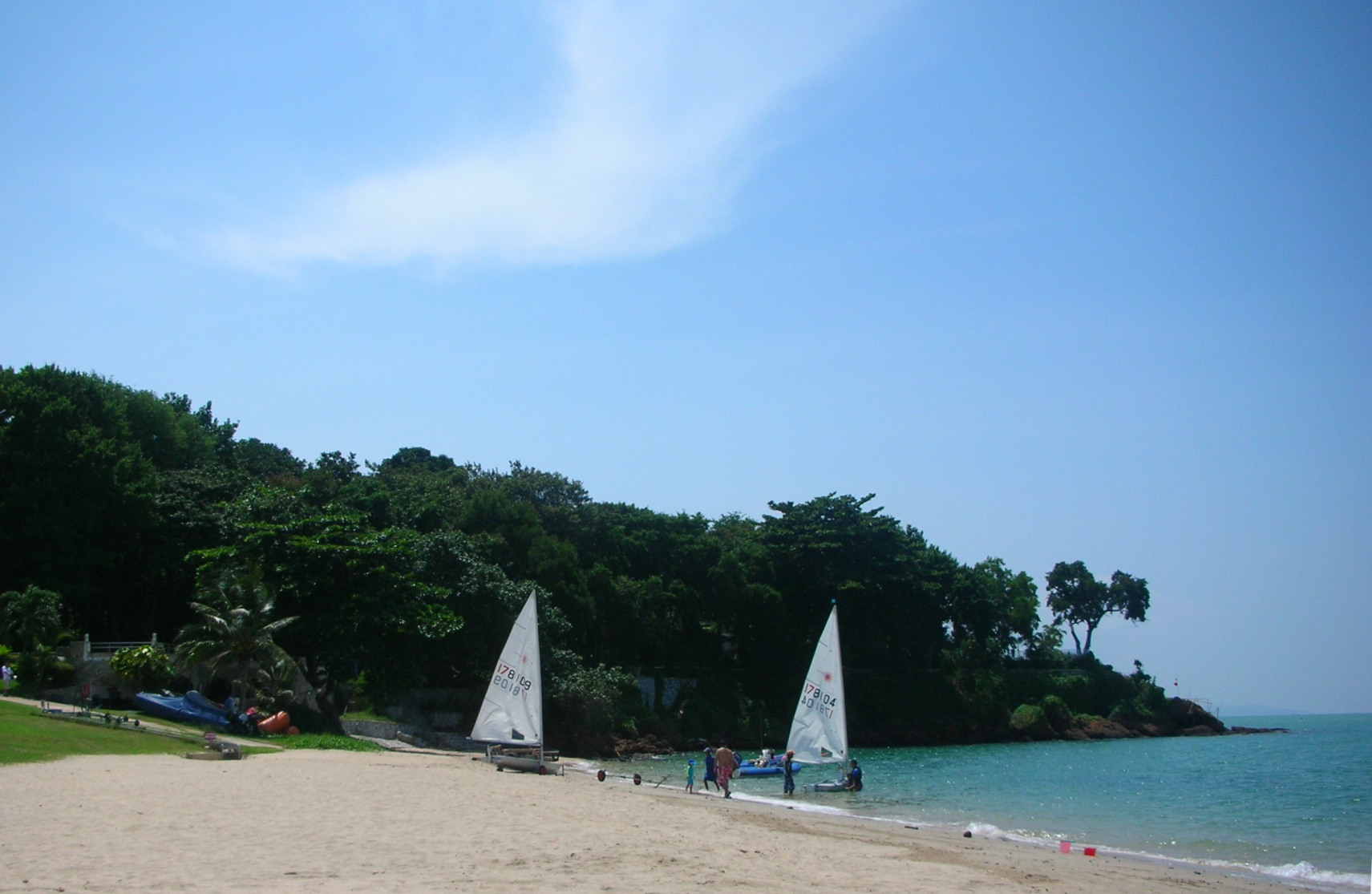
La platja del club nàutic

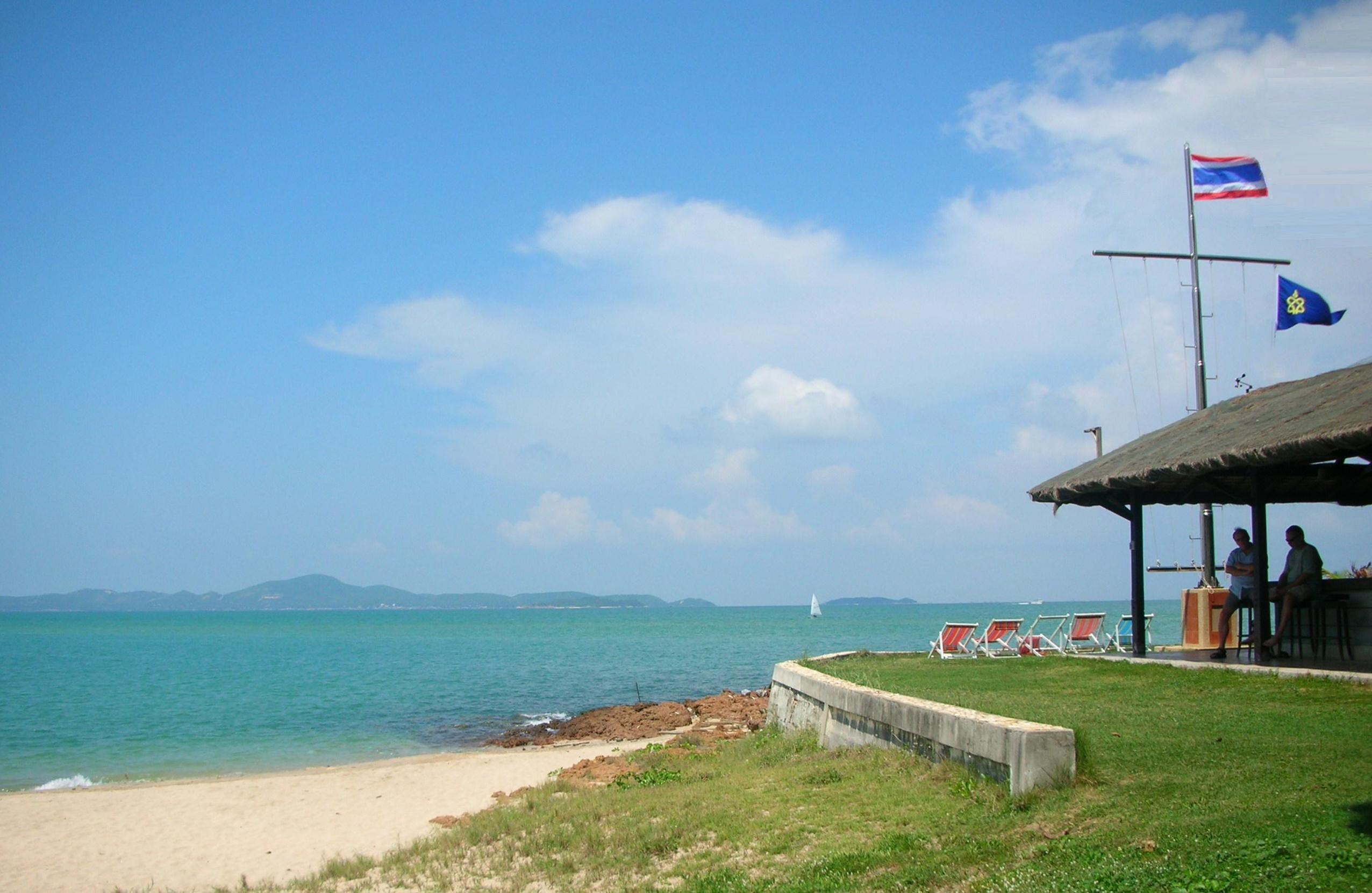
La guingueta a un extrem de la platja i vista de l'illa de Ko Lan

El Royal Varuna Yacht Club (RVYC) (Tailandès: สมาคมสโมสรราชวรุณในพระบรมราชูปถัมภ์) és un club nàutic de la ciutat de Pattaya, Tailàndia. Aquest club duu el nom de Varuna (sànscrit: varuṇa), la divinitat védica de l'oceà.

## Particularitats
El RVYC es va fundar en 1957 com el Varuna Marine Club. Walter Meyer fou el primer comodor i el príncep Bhisadej es va fer càrrec del departament de vela. El 26 d'abril de 1965 Bhumibol Adulyadej, el rei de Tailàndia, va patronitzar el club de manera oficial i el club va canviar de nom, anomenant-se Royal Varuna Yacht Club a partir d'aquella data.
El RVYC és un club molt ben equipat, té la seva platja privada fora de Pattaya amb un bar i guingueta amb cadires i taules. Les seves instal·lacions inclouen facilitats per a guardar i reparar vaixells. El local social és com un hotel, obert també per als no-socis, amb habitacions i piscina.
Les noves instal·lacions es varen inaugurar l'any 2003. La zona més important és l'ample saló del club, conegut com a 'Club House', a on tenen lloc una gran part de les activitats socials. El saló compta amb restaurant, cafeteria i bar. Al costat hi ha una zona per als nens, el "Kid's Club". Al segòn pis es troben les oficines del club i una sala de televisió.
El RVYC és a la vora d'una zona turística, amb hotels, circuit de karts i el parc aquàtic "Pattaya Water Park".

## Activitats
El Royal Varuna Yacht Club és un club reconegut internacionalment que organitza regates de forma regular en les aigües del Golf de Siam. Gairebé cada cap de setmana hi ha una regata. També s'organitzen competicions anuals que atreuen mariners d'altres països asiàtics.
Al RVYC es poden llogar vaixells de vela; es fan també cursets de navegació amb Optimist i Laser.